# Elongateporeia
Elongateporeia es un género de foraminífero bentónico de la familia Bolivinoididae, de la superfamilia Bolivinoidea, del suborden Buliminina y del orden Buliminida. Su especie tipo es Elongateporeia elongatoporosa. Su rango cronoestratigráfico abarca desde el Santoniense superior (Cretácico superior) hasta el Paleoceno.

## Discusión
Clasificaciones previas incluían Elongateporeia en el suborden Rotaliina del orden Rotaliida.

## Clasificación
Elongateporeia incluye a las siguientes especies:
- Elongateporeia culverensis †
- Elongateporeia elongatoporosa †